# گولیاردا ساپینزا
گولیاردا ساپینزا (به انگلیسی: Goliarda Sapienza) (زاده ۱۰ مهٔ ۱۹۲۴-درگذشته ۳۰ اوت ۱۹۹۶) بازیگر و نویسنده  ایتالیایی بود.
از فیلم‌های معروف او می‌توان به بازی در رها اشاره کرد.